# Войско Запорожское

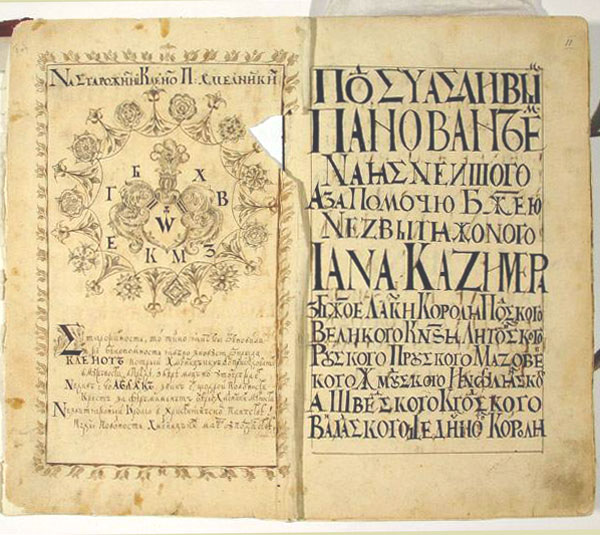
Титульный лист реестра Войска Запорожского 1649 года, с гербом гетмана Богдана Хмельницького и полным титулом короля Речи Посполитой — Яна Казимира.

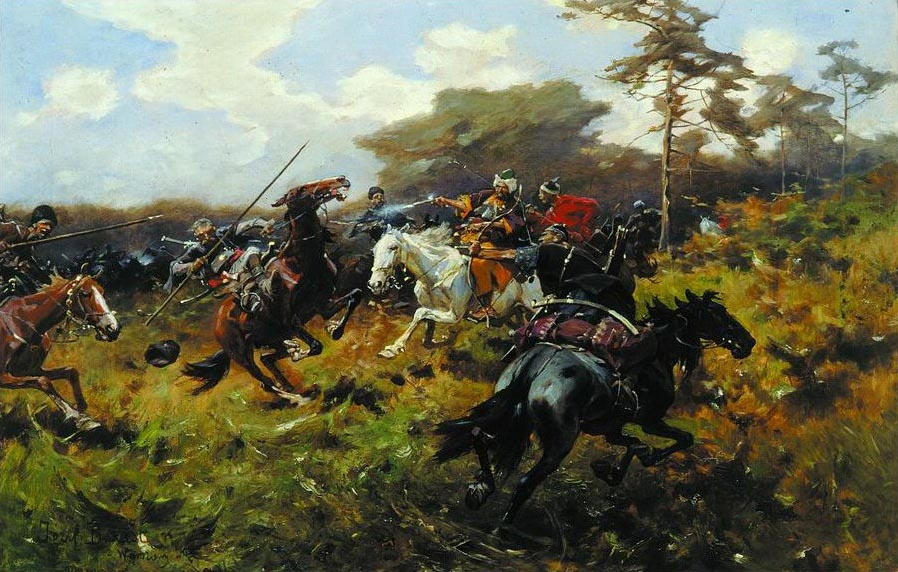
Юзеф Брандт. Схватка запорожцев с татарами. 1890 г.

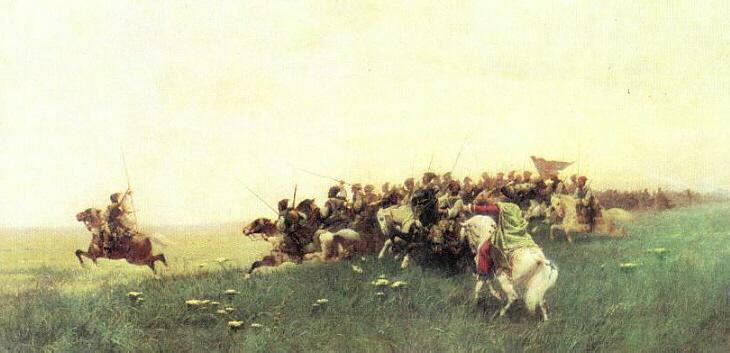
Франц Рубо. «Атака запорожцев в степи». 1886 г.

Во́йско Запоро́жское (укр. Військо Запорозьке) — наименование казацких военно-политических образований в XVI — XVIII веках, основанных казаками за порогами Днепра (в Запорожье). 
Со времён князя Дмитрия Вишневецкого запорожцы обеспечивали «залогу», то есть защиту южных окраин Великого княжества Литовского,  Речи Посполитой и Царства Русского от набегов крымских татар, обустраивая дерево-земляные городки и остроги. Среди запорожцев было много охочекомонных казаков, служивших наёмниками за деньги. Наряду с воинским сословием в городках и сёлах Запорожской Сечи селились многочисленные бродники и беглые крестьяне, бежавшие из Польши, России и Крымского ханства в Дикое Поле от опалы. 
В обиходе имеют хождение следующие синонимы названия Запорожского казачьего войска: Войско Запорожское, Запорожская Сечь, Запорожский Кош.
Под словом «Сечь», запорожцы всегда подразумевали постоянную столицу и штаб-квартиру Войска, а под словом «Кош» — всю контролируемую и охраняемую Войском территорию, включая кочевья, временные ставки и обычные пути движения, а также используемые запорожцами пастбища. Этим объясняются подписи на письмах «Дан на Кошу Сечи Запорожской», то есть непосредственно в Запорожской Сечи, «Дан с Коша при Буге» — то есть с временного лагеря на Буге. А под словами «Войско Запорожское» подразумевалась вся военно-территориальная совокупность казачьего войска (как военной силы, так и всего «Запорожского Коша»).
См. также Кош (казачий).
В зависимости от военно-политической обстановки Запорожская Сечь время от времени изменяла своё расположение. При этом, особенно в начальный период, не всегда существовала временна́я непрерывность последовательно существовавшей Сечи, так что создатели следующего месторасположения Сечи могли вовсе не знать о точном месте размещения предыдущей.
По мнению исследователей[каких?], за всю историю Запорожского казачества существовало от 8 до 10 мест расположения Сечи, которые находились в нижнем течении Днепра, за днепровскими порогами. Как правило, Сечь располагалась вблизи переправ через Днепр, где было легче контролировать набеги крымцев именно на Правобережную Украину. Для грабежа Левобережной Украины и Русского государства крымцы пользовались Муравским шляхом.
Всего Запорожская Сечь просуществовала, последовательно сменяя месторасположение, около двух с половиной веков (XVI−XVIII вв.). При этом все места размещения Сечи имели собственное название по месту своей дислокации и существовали от 5 до 40 лет каждая:
1. Хортицкая, 1552−1557(1558) гг. — на острове Малая Хортица.
2. Томаковская, 1563−1593 гг. — на острове Томаковка близ нынешнего г. Марганец (с нач. 1540-х гг. с некоторыми перерывами (на Хортицкую Сечь) вплоть до сер. 1590-х [либо как Кош Сечи Запорожской (собственно Сечь), либо — как паланка]).
3. Базавлуцкая (Базавлукская), 1593−1638 (1630) гг. — на острове Базавлук у места впадения в Днепр трёх рек: Чертомлык, Подпольна и Скарбна (он же о. Чертомлык, близ нынешнего с. Капуловка)
4. Никитинская, 1639(1628)−1652 гг. — на мысе Никитин Рог (рядом с современным Никополем) у переправы через Днепр.
5. Чертомлыкская, 1652−1709 гг. — при впадении правого притока Днепра Чертомлыка.
6. Каменская, 1709−1711, 1728−1734 гг. — в устье реки Каменка на правом берегу Днепра (ныне село Республиканец Бериславского района Херсонской области).
7. Алешковская, 1711−1728 гг. (1734; см. также рис. справа) — в урочище Алёшки (укр. Оле́шки), ныне территория города Алёшки, напротив современного города Херсона.
8. Новая (Подпольненская), 1734−1775 гг. — на большом полуострове, образуемом рекой Подпольной при впадении её в Днепр (вблизи нынешнего села Покровского Днепропетровской области).
После разрушения по указу Екатерины II в 1775 г. последней Запорожской Сечи существовали ещё и:
9. Задунайская Сечь, 1775−1828 гг. — на землях Османской империи в дельте Дуная.
10. Банатская Сечь, 1785−1805 гг. — значительная часть казаков была расселена также на территории Баната в Австрийской империи.

## Первые упоминания и происхождение запорожских казаков
Официальные сведения о появлении казаков в низовьях Днепра датируются концом XV века (возможно, это произошло и ранее, см. Первые упоминания и происхождение).
Ещё со времён распада Золотой Орды, в конце XV−начале XVI веков на днепровских островах и за днепровскими порогами, вне зоны административной юрисдикции каких бы то ни было государств начал селиться беглый люд со всей Руси (как из Великого княжества Литовского и Русского, так и из Великого княжества Московского) — так называемые «зимовики», которые жили в основном охотой и рыболовством.
По району своего проживания в низовьях Днепра их стали называть низовыми казаками или запорожцами, то есть живущими «за порогами» (Днепра).
К началу XVI века запорожские казаки сложились в значительную военную силу, доставлявшую беспокойство соседям. Однако, и соседи вели себя «беспокойно». Постоянной была угроза вторжений как в московские, так и в литовские пределы со стороны крымцев.
В результате, в 1524 году, при правлении великого князя литовского и короля польского Сигизмунда I был выдвинут проект создания организованного казачьего войска, привлечённого на государственную службу Великому княжеству Литовскому и Русскому. Но из-за недостатка финансовых средств проект тогда не был реализован.
В 1533 году староста черкасский и каневский, Евстафий Дашкович, предлагал устроить в низовьях Днепра за порогами постоянную стражу тысячи в две, но этот план также не был выполнен. 

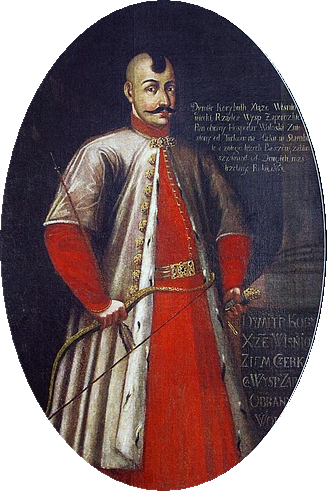
Дмитрий «Байда» Вишневецкий — основатель Хортицкой сечи.

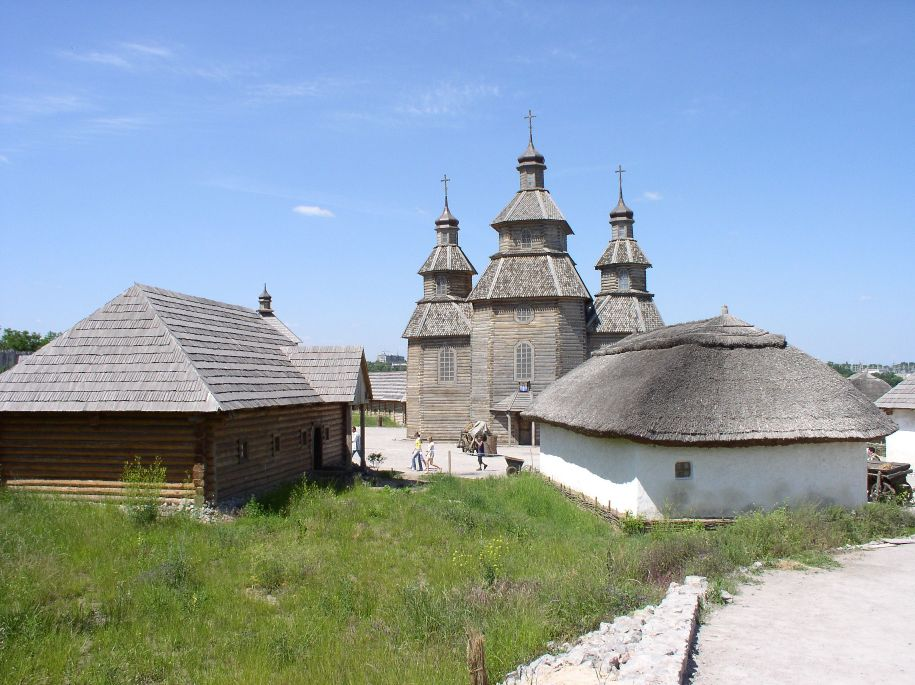
Историко-культурный комплекс «Запорожская Сечь», нац. заповедника «Хортица» (реконструкция).

## Первая Сечь Запорожская
Для защиты от татарских набегов запорожские казаки строили деревянные укрепления — сечи.
По мнению части исследователей, первая крупная Запорожская Сечь (её прототип) была устроена на собственные средства волынским князем Дмитрием (Байдой) Вишневецким, который объединил различные казацкие группировки и построил в 1553 году на небольшом днепровском острове Малая Хортица вблизи современного города Запорожье крепость, которая просуществовала до 1557 года. Находилась она недалеко от пастбищ Крымского ханства (на реке Конские Воды, совр. река Конка, Запорожской области). Основной целью строительства крепости была защита от военных походов Крымского ханства. Именно с именем Дмитрия Вишневецкого некоторые историки связывают начало объединения целого ряда более мелких и разрозненных сечей.
Великое княжество Литовское не оказало никакой помощи Вишневецкому в строительстве крепости, а через год она была уничтожена очередным набегом татар. Русское царство после разгрома форта, напротив, приняло Д. И. Вишневецкого на службу, платило ему жалование и передало ему в вотчину г. Белев. Князь «за все это клялся животворящим крестом служить царю всю жизнь и платить добром его государству». 
После смерти Д. И. Вишневецкого в 1563 году о крепости позабыли, но идею об отражении набегов крымцев в низовьях Днепра казаки помнили.

## Войско Запорожское

### Реестровое Войско Запорожское
Помнили об этой идее и в новообразованном после Люблинской унии 1569 года польско-литовском государстве, Речи Посполитой.
2 июня 1572 года король Сигизмунд II Август подписал соответствующий универсал, в соответствии с которым, коронный гетман Ю. Язловецкий нанял для службы первых 300 казаков. Они давали присягу на верность королю и должны были, находясь в полной боевой готовности, отражать вторжения татар на территорию Речи Посполитой, участвовать в подавлении выступлений крестьян, восстававших против панов, и в походах на Москву и Крым. Эти казаки были занесены в специальный список (реестр), подтверждавший их права и привилегии, связанные с их государственной службой. Из-за чего, эти казаки получили наименование реестровые казаки (реестровцы). Старшим над ними был назначен шляхтич Ян Бадовский.
В сентябре 1578 года король Стефан Баторий издал указ под названием «Соглашение с низовцами». Количество реестровцев увеличилось до 500 человек, а в 1583 — до 600. Реестровые казаки получили во владение городок Трахтемиров в Киевском воеводстве, где размещались войсковая скарбница, архивы, арсенал, госпиталь, приют для бессемейных инвалидов. Король передал казакам клейноды (хоругвь, бунчук, булаву и печать).
Официально, реестровое казачье войско называлось «Войско Его Королевской Милости Запорожское».
Войско Запорожское состояло из пехоты, конницы и артиллерии. Казацкая конница представляла собой легкую кавалерию, которая была вооружена в основном саблями, пиками и карабинами.
Подразделялось реестровое казацкое войско на полки и сотни. Полком командовал полковник, сотней — сотник. Артиллерия находилась в подчинении у обозного. Войсковой канцелярией (фактически, штабом) заведовал войсковой писарь. Главнокомандующим в реестровом войске был гетман.
После 1625 года в соответствии с Куруковским договором была образована административно-территориальная структура — полковое устройство реестрового Войска Запорожского.

«У казаков нет другой письменности, кроме народной русинской, но лишь немногие ею занимаются»— Альберто Вимина, венецианский посол к Б. Хмельницкому, 1650 год.
Поскольку реестровое казацкое войско несло службу на территории Речи Посполитой и располагалось в определённых городах, часто его называли Городовым Войском Запорожским (а реестровых казаков городовыми казаками).
С 1654 года, после вхождения в состав Русского Царства, реестровое войско официально стало именоваться «Войско его царского величества Запорожское».

У нашего великого государя, против его государских недругов, рать собирается многая и несчётная, а строения бывает разного: …

Казаки донские, терские, яицкие бьются огненным боем; а запорожские черкасы — и огненным, и лучным.— Описание Русского войска, данное Козимо Медичи во Флоренции, стольником И. И. Чемодановым (посол в Венеции), в 1656 году.

#### Полки Войска Его Царского Величества Запорожского
Полки (территориальные) Войска Его Царского Величества Запорожского:
- Нежинский полк
- Миргородский полк
- Полтавский полк
- Черниговский полк
- Стародубский полк
- Гадячский полк
- Киевский полк
- Лубенский полк

#### Гетманы Войска Его Царского Величества Запорожского
Гетманы Войска Его Царского Величества Запорожского — годы:
- Беспалый, Иван Фёдорович (наказной гетман) — 1658—1659
- Сомко, Яким Семёнович[15] (наказной гетман) — 1660—1663
- Брюховецкий, Иван Мартынович[16] — в 1663 году «кошевой гетман» Запорожской Сечи, гетман Войска Запорожского 1663—1668 годы
- Многогрешный, Демьян Игнатьевич — 1669—1672
- Самойлович, Иван Самойлович — 1672—1687
- Мазепа, Иван Степанович — 1687—1704

### Нереестровое Войско Запорожское
Однако реестровые казаки были лишь небольшой частью сложившегося к тому времени значительного казачьего населения Запорожья, организованного по военному образцу, приток которого, начиная со второй половина XVI века с каждым годом все возрастал из-за усиления религиозного, политического и экономического притеснения православных в польско-литовском государстве.
Основная масса таких казаков пребывала непосредственно на самой Запорожской Сечи, либо на территории её владений, образуя таким образом нереестровое Войско Запорожское. Поэтому казаков, не вошедших в реестр, называли сечевыми, вольными, низовыми или нереестровыми казаками.
Правительство Речи Посполитой постоянно стремилось контролировать и ограничивать все возрастающую численность реестрового казачества. Поэтому на протяжении всего существования реестрового войска в конце XIV−первой половине XVII века практически регулярно сейм принимал решения по исключению (выписке) казаков из реестра. В связи с чем существовала такая категория нереестровых казаков, как выписные казаки или выписчики. Выписным казакам было официально запрещено называться казаками, образовывать военные отряды, выбирать себе старшину и даже проживать на «волости» (в местах расселения реестровых казаков). Не подлежали они и казацкому судопроизводству. Они должны были вернуться к одному из состояний тогдашнего украинского общества (крестьянства или мещанства). Недовольные своим положением, они часто переходили на Запорожскую Сечь и активно включались в национально-освободительную борьбу против шляхетской Речи Посполитой.
Главным в нереестровом войске был старший на коше (в Сечи) — кошевой атаман. В мирное время Сечь подразделялась на курени. Куренём командовал куренной атаман.
Должности куренного и кошевого атаманов были, как правило, должностями мирного времени. Во время войны или военного похода деление на курени, как правило, не сохранялось. На это время формировались полки и сотни. Один полк в военное время мог насчитывать от пятисот до четырёх тысяч воинов.
Часто реестровое и нереестровое войско объединялись для совместных действий. В этом случае на общем кругу в Сечи выбирали общего гетмана, который имел власть как над сечевыми, так и над городовыми казаками.
Казаки были хорошо вооружены как огнестрельным оружием: мушкетами и пистолями — пехота, карабинами и бандолетами — конница, так и холодным оружием: саблями, бердышами, кинжалами, кэлэпами, баграми и др. По водным пространствам казаки передвигались с помощью казацких галер — чаек. Каждая чайка вмещала 50−70 человек и была вооружена 4−6 небольшими пушками.
В официальных документах казаки свою военную организацию называли в основном «войском Запорожским», но иногда подписывались и как «рыцарство Запорожское» или «рыцарство войска Запорожского».
Кроме того, в результате расхождения политики руководства реестрового Войска Запорожского и кошевых атаманов Запорожской Сечи в конце XVII века, единство Войска Запорожского, как целостного военно-политического организма, было нарушено, что выразилось в появлении термина «Войско Запорожское Низовое», которым стали представляться сечевые казаки, обозначая непосредственно саму Сечь и подконтрольные ей территории.

### Восстание Хмельницкого и его последствия
В 1649 году запорожцы поддержали восстание реестровых казаков против Польши, возглавляемое Богданом Хмельницким. В 1654 году казацкая старшина подписала Переяславский договор, согласно которому Запорожская Сечь вместе с Малой Россией вступила в русское подданство на правах гетманских владений и стала подчиняться малороссийскому приказу. С этого момента Войско стало именоваться Войском Его Царского Величества Запорожским. Таким образом, Войско Запорожское Низовое оказалось в составе Русского Царства в прямой зависимости от старшины реестровых казаков. 
Попытка гетмана Ивана Выговского вернуть Войско Запорожское в лоно Речи Посполитой привела к восстанию низовых казаков под предводительством Барабаша и Пушкаря в 1657 году, обернувшееся гражданской войной. В результате восстания Войско Запорожское Низовое стало подчиняться гетману лишь формально. Впоследствии, согласно Московским статьям 1665 года, подписанным гетманом Иваном Брюховецким, все земли казаков был провозглашены прямыми владениями русского царя. 
В 1669 году гетман Демьян Многогрешный добился подписания Глуховских статей, согласно которым право сбора налогов в землях Запорожской Сечи вновь перешло к казацкой старшине. В 1672 году были подписаны Конотопские статьи, сохранявшие за гетманом право сбора налогов, но воспрещавшие ему формировать гетманские полки из охочекомонных казаков.

### Гетманщина
После восстания Богдана Хмельницкого в 1648 году под контроль Войска Запорожского и власть запорожского гетмана перешли территории Речи Посполитой, располагавшиеся на землях современной Северной и Центральной Украины. На этих территориях были образованы новые казацкие полки, комплектовавшиеся из местного населения по территориально-милиционному принципу, которые влились и дополнили полковое устройство Запорожского казачьего войска. Таким образом сформировалась новая централизованная военная и административно-территориальная структура, получившая в историографии наименование Гетманщина, подчиненная гетману Войска Запорожского и официально именовавшаяся «Войско Запорожское».
Именно в таком качестве (и формулировке) и было принято решение Земского Собора 1 октября 1653 г. в Москве о принятии Войска Запорожского в российское подданство. 
В результате, запорожскими стали также именовать всех казаков, проживавших на территории Гетманщины.

#### Гетманщина и Войско Запорожское Низовое
Несмотря на то, что низовое казачество занимало особую роль в процессе становления Гетманата, весной 1650 года Богдан Хмельницкий пресек претензии сечевиков на какую-либо особую политическую роль в государстве.
Несмотря на огромную роль сечевых казаков в восстании, на Переяславскую Раду представители низового запорожского казачества приглашены не были. На Раде присягу на верность русскому царю принимала реестровая казацкая старшина, а сечевики присягнули русскому царю где-то к концу мая.
Запорожская Сечь, не входя ни в один из полков Войска Запорожского, обладала автономией в Гетманщине и напрямую подчинялась гетману. В отличие от полков Войска Запорожского, где полковников назначал гетман, Сечь сама выбирала своего кошевого атамана.
Однако в условиях гражданской войны 1658−1663 гг. Запорожье восстанавливает политическое самоуправление и превращается в обособленное государственное управление, которое лишь номинально признавало власть гетмана.
В ходе гражданской войны в 1660 году Гетманщина разделилась на про-польскую Правобережную и про-российскую Левобережную, и в каждой было установлено гетманское правление.
По Андрусовскому договору 1667 года между Речью Посполитой и Русским государством Правобережье признавалось составной частью Польши, Левобережье и Сиверщена — России, а Запорожье подпадало в двойное подданство российского царя и польского короля.
Однако такое положение сохранялось недолго. В 1669 году Правобережная Гетманщина также разделисась на Гетманщину, находившуюся под протекцией Речи Посполитой и Гетманщину, находившуюся под Османской протекцией, просуществовавшую до 1685 года. Таким образом, с учётом Левобережной, одновременно существовало три Гетманщины.
С 1685 вновь существовали две Гетманщины — Правобережная и Левобережная прежней геополитической ориентации.
В этих условиях Войско Запорожское Низовое (Запорожская Сечь) сохраняло фактическую автономию.

### Войско малороссийское
После перехода Гетманщины в российское подданство русский царь изменил свой титул на «Всея Великія и Малыя Россіи». С этого времени в правительственной переписке, хрониках и литературе, начало распространяться название Малая Россия (Малая Русь, Малороссия), которое также, в частности, употреблялось самим Богданом Хмельницким, Иваном Сирко и другими представителями запорожского казачества. 
С 1663 года Гетманщина, обладавшая в политико-административном отношении рядом особых прав в составе Русского царства, была подконтрольна Малороссийскому приказу, а после смерти гетмана Скоропадского — управлялась Малороссийской коллегией. В 1658 году термин «Украйна Малороссійская» официально появился в царской «Грамоте Полтавскаго полка Полковнику, Старшинамъ, Войску и всѣмъ Малороссійскимъ жителямъ» от 23 сентября и затем укоренился в гетманской канцелярии и летописании. Термины «Малороссия» и «Малая Россия» употребляются в летописи Самуила Величко, хронографе по списку Л. Боболинского, «Скарбнице» Иоаникия Галятовского (1676). Так, постепенно появилось и ещё одно, нарицательное наименование Войска Запорожского — войско малороссийское, перенесённое впоследствии дореволюционными российскими историками на всё днепровское казачество во весь период его существования.
В 1704 году гетман Иван Мазепа объединил Правобережную и Левобережную Украину и стал титуловаться «Войска Запорожского обеих сторон Днепра гетман» (или «Гетман и Кавалер Царского Пресветлого Величества войска Запорожского». Мазепе также удалось заключить союз с Запорожской Сечью. Таким образом, единство Войска Запорожского было ненадолго восстановлено. Однако отношения между Войском Запорожским Низовым и казацкой старшиной вновь обострились. В период Великой Северной войны после перехода в 1708 году гетмана Мазепы на сторону Карла XII и поддержки его атаманом Чертомлыкской Сечи Костем Гордиенко Пётр I отдал приказание двинуть против Чертомлыкской Сечи три полка русских войск под командованием полковника Петра Яковлева 11 мая 1709 года, с помощью казацкого полковника Игната Галагана, который знал систему оборонительных укреплений Сечи, Чертомлыкская Сечь была взята, сожжена и полностью разрушена. Пётр I издал указ о ликвидации Запорожской Сечи. Часть казаков после этого ушла во владения Крымского ханства. 
В 1734 в царствование Анны Иоанновны запорожские казаки вернулись на родину и образовали Новую Сечь. 
В период колонизации Новороссийского края необходимость в размещении казаков в Нижнем Поднепровье с целью защиты от набегов крымских татар исчезла. Войско Запорожское было упразднено манифестом российской императрицы Екатерины II от 5 июня 1775 года. Запорожские казаки, желавшие продолжить воинскую службу, продолжили её в рядах воинов Черноморского и Кубанского казачьих войск.

## Войсковые должности
Войсковая старши́на:

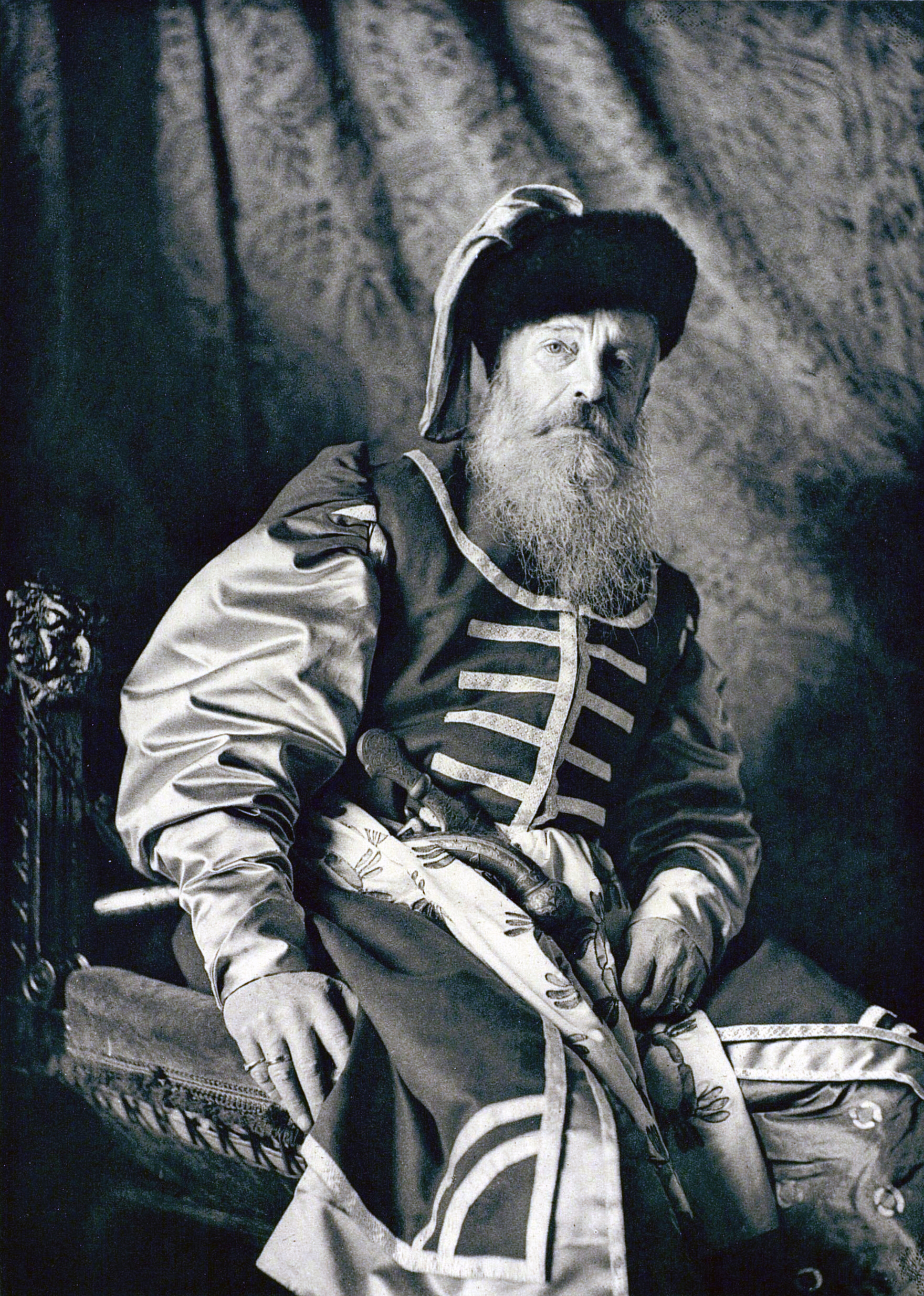
Великий князь Михаил Николаевич в наряде запорожского атамана времен царя Алексея Михайловича

- Гетман — главнокомандующий реестровым (а также объединённым) войском Запорожским
- Кошевой (атаман) — старший начальник на Коше (на Сечи)
- Войсковой судья
- Войсковой писарь — управляющий войсковой канцелярией (начальник штаба)
- Есаул — помощник кошевого и выполняющий по специальным поручениям
- Полковник — командующий полком
- Сотник — командующий сотней
- Куренной (атаман) — командующий куренём
- Обозный — командующий артиллерией

Войсковые служители (младшая старши́на):
- подписарий
- подъесаул
- хорунжий
- бунчужный
- булавничий
- перначный
- довбыш
- поддовбыш
- пушкарь
- подпушкарь
- гармаш
- шафарь
- подшафарь
- кантаржей
- толмач
- канцеляристы

## Походы и войны запорожских казаков

### Морские походы в Османскую империю
- 1606 — казаки атаковали турецкие укрепления на Чёрном Море — Аккерман, Килию и Варну.
- 1608 — казаки разгромили татарскую крепость Перекоп (в Перекоп татары свозили ясырь).
- 1609 — казацкое войско прошлось войной по черноморскому побережью: казаки опустошили Аккерман, Измаил и Килию.
- 1613 — казаки атаковали причерноморские города Крыма. В устье Днепра казаки разбили турецкий флот и захватили шесть галер.
- 1614 — две тысячи казаков на сорока чайках доплыли до Малой Азии и взяли Синоп.
- 1615 — казаки на 80 чайках ограбили и спалили порты Мизевну и Архиоку близ Константинополя. Османский флот пытался догнать «чайки» и был потоплен казаками в русле Дуная.
- 1616 — две тысячи казаков во главе с Петром Сагайдачным в устье Днепра разгромили турецкую флотилию, захватив при этом десятки галер и около сотни лодок. После чего казаки напали на рынок рабов в Крыму — Кафу. В Кафе казаки ограбили местное турецкое и татарское население и освободили из неволи тысячи рабов.
- 1620 — казаки на 150 чайках атаковали Константинополь и Варну.
- 1623 — шеститысячное казацкое войско ограбило окрестности Константинополя.
- 1625 — казацкое войско атаковало малоазийское побережье. В том же году казаки воевали в окрестностях Константинополя. Возвращаясь, казацкий флот под Очаковом разбил турецкую флотилию; казаки захватили более 20 галер.

### Войны с Речью Посполитой
- 1625 — восставшее 6-тысячное казацкое войско во главе с Марком Жмайло столкнулось с 8-тысячным войском коронного гетмана Станислава Конецпольского. Понеся серьёзные потери, казаки отступили.
- 1630 — казацкое войско во главе с Тарасом Трясило встретилось в битве с войском коронного гетмана Конецпольским. После непродолжительных маневров и потерь с обеих сторон, был заключен мир.
- 1635 — казаки разрушили форт Кодак.
- 1637 — восставшие казаки под руководством Павла Павлюка проиграли битву коронной армии у Чигирина.
- 1638 - восстание Острянина и Гуни.

#### Восстание Богдана Хмельницкого
- 6 июня 1648 — 4−6-тысячное казацкое войско во главе с Богданом Хмельницким вместе с союзным 3-тысячным татарским войском во главе с Тугай-беем победили 4−6-тысячное польское войско у Желтых Вод.
- 29 июня 1648 — 15−20-тысячное казацкое войско Хмельницкого и татарская кавалерия Тугай-бея разбили 20-тысячное польское войско под Корсунем.
- 23 сентября 1648 — Богдан Хмельницкий во главе 80-тысячного казацко-селянского войска при поддержкe союзной татарской кавалерии в битве под Пилявцами разгромил 40-тысячное коронное войско, которое состояло из мобилизованной польской шляхты и немецких наёмников.
- Октябрь 1648 — 100-тысячное войско Богдана Хмельницкого осадило Львов. Хоть полковник Максим Кривонос и взял львовскую крепость — Высокий Замок, Хмельницкий решил не штурмовать город и довольствовался выкупом.
- Июнь 1649 — союзное 80-тысячное казацко-татарское войско гетмана Хмельницкого и хана Ислама III Герая сначала окружило под Збаражем 15-тысячное польское войско Иеремии Вишневецкого, потом двинулось к Зборову, где победило основное 25-тысячное польское войско короля Яна Казимира. Результатом битвы стало подписание Зборовского договора. По данному договору был создан «Реестр его королевской милости Войска Запорожского»[38].
- Июнь−июль 1651 — союзное казацко-татарское войско во главе с Богданом Хмельницким и Исламом III Гераем, которое состояло из более 100 тысяч мобилизованных казаков и селян и 30−50 тысяч татарской кавалерии, потерпело тяжелое поражение в битве под Берестечком от польского войска под проводом короля Яна Казимира, которое насчитывало 100−140 тысяч поляков и литовцев и 20 тысяч немецких наемников. Казацкое войско отступило к Белой Церкви, где был подписан Белоцерковский мир.
- 1 мая 1652 — казацко-татарское войско разбило 20−30-тысячную коронное войско в битве под Батогом.
- 1657 — 20-тысячное казацкое войско во главе с полковником Антоном Ждановичем вместе с союзным войском семигородского князя Георгия Ракоци, которое насчитывало 30 тысяч мадьяр и волохов, совершили поход в Речь Посполитую. Союзное казакам и Семиградью шведское войско под проводом Карла Густава атаковало с Севера. Союзники взяли Ланьцут, Тарнев, Бохну, Берестий, Краков и Варшаву.

### Прочие походы и войны
- 1605−1615 — запорожцы приняли участие в деятельности самозванцев Русского царства.
- 1618 — казацкое войско во главе с Петром Сагайдачным воевало в Московском государстве. Целью похода Сагайдачного была поддержка кампании королевича Владислава по завоеванию Московского государства.
- 1621 — 40-тысячное казацкое войско во главе с Сагайдачным помогло польскому войску в битве под Хотином с османским войском.
- Июнь 1633 — 5-тысячное войско запорожских казаков под водительством полковника Якова Острянина смогло взять и разорить город Валуйки, а после этого осадить город Белгород[39].
- 1650 — Богдан Хмельницкий ходил в Молдавию с 40-тысячным войском. Хмельницкий планировал сделать наследником молдавского престола своего сына Тимоша, женив его на дочери молдавского господаря Лупула.
- 1652 — состоялся поход Тимоша Хмельницкого в Молдавию.
- 1659 — гражданская война среди казачества. Гетман Иван Выговский с татарскими союзниками в битве под Конотопом разгромил отряд князя Семёна Пожарского из войска князя Алексея Трубецкого и гетмана Ивана Беспалого.

## Международные договоры Войска Запорожского
- Зборовский договор. Зборовский мир был подписан 17−18 августа 1649 года между гетманом Богданом Хмельницким и польским королём Яном Казимиром. Основные положения: Войско Запорожское получает контроль над Киевским, Черниговским и Брацлавским воеводствами; реестр казаков увеличивается до 40 тыс.; коронному войску и евреям запрещается находиться на землях, которые контролирует Войско Запорожское; правительственные посты в казацких воеводствах разрешается занимать только казацкой старшине и православной шляхте.
- Белоцерковский договор. Мирный договор от 28 сентября 1651 года между Войском Запорожским и Речью Посполитой, подписанный в Белой Церкви Богданом Хмельницким и Миколаем Потоцким, предусматривал следующее: власть Войска Запорожского распространялась только на Киевское воеводство; реестр казаков уменьшался до 20 тыс.
- Переяславский договор. «Березневи статти» были приняты 18 января 1654 года на Переясловской раде. Малая Русь, подконтрольная Войску Запорожскому, становилась частью Русского царства на правах широкой автономии.
- Военный союз казаков, шведов, бранденбургцев и Семиградья против Речи Посполитой. Договоренности 1656 года между представителями правительств Войска Запорожского, Семиградья, Шведского королевства и Бранденбурга предусматривали раздел Речи Посполитой; Войско Запорожское претендовало на Галицию и Волынь.
- Гадячский договор. В договоре, который был подписан 16 сентября 1658 года в Гадяче между гетманом Иваном Выговским и послами Речи Посполитой, речь идет о создании Великого княжества Русского в составе Речи Посполитой.

## В культуре
- Огнём и мечом (фильм 1999)
- Дорога на Сечь (фильм 1994)
- Гетман (фильм 2015)